# David di Donatello de la meilleure actrice débutante
Le David di Donatello de la meilleure actrice débutante (David di Donatello per la migliore attrice esordiente) est une récompense cinématographique italienne décernée annuellement par l'Académie du cinéma italien, plus précisément par l’Ente (Association) David di Donatello. Il a été décerné lors des éditions 1982 et 1983.

## Palmarès

### Années 1980
- 1982 :
  - Marina Suma - Le occasioni di Rosa
  - Athina Cenci - Ad ovest di Paperino
  - Isa Gallinelli - Borotalco
- 1983 :
  - Federica Mastroianni - State buoni se potete
  - Norma Martelli - La notte di San Lorenzo
  - Tiziana Pini - In viaggio con papà